# Ingrid Jespersens Gymnasieskole
Ingrid Jespersens Gymnasieskole er en privatskole, der ligger i Nordre Frihavnsgade 9-11 på Østerbro i København. Grundskoleafdelingen har 614 elever (2009).
Skolen blev grundlagt som Ingrid Jespersens Pigeskole af Ingrid Jespersen i 1894. Siden 1905 har skolen også haft en gymnasieafdeling. Ingrid Jespersen indførte kvindesløjd på sin skole fra 1908, og sløjd var et fag ved studentereksamen dengang på en række gymnasier. I august 1960 blev skolen omdannet til fællesskole.
HKH Prinsesse Isabella går i 9. klasse på skolen fra august 2022.
Skolebygningen er opført i nationalromantisk stil 1897 af arkitekt A.M. Andersen og udvidet 1912 ved Kristoffer Varming.

## Rektorer gennem tiden
1. 1894-1930: Ingrid Jespersen (24.01.1867-22.11.1938)
2. 1930-1956: Carl Gad (20.03.1890-21.11.1962) for gymnasiet, og hustruen Lily Gad, f. Riise (22.08.1890-17.04.1942) rektor for underskolen (indtil hendes død 1942).
3. 1956-1974: Mogens Kabel (06.10.1913-18.11.1976)
4. 1974-1983: Svend Petersen (19.03.1937- )
5. 1984-1988: Per Jensen (tidl. lektor på Herlufsholm Skole)
6. 1988-1993: Erik H. Henningsen
7. 1993- : Otto Strange Møller (f. 27. juli 1950)

## Kendte studenter fra skolen
- 1919: Estrid Ott, journalist
- 1942: Didder Rønlund, modejournalist
- 1944: Birgit Pouplier, skuespiller
- 1941: Jane Aamund, forfatter
- 1959: Tine Bryld, rådgiver
- 1968: Suzanne Bjerrehuus, tv-vært
- 1975: Tøger Seidenfaden, redaktør
- 1976: Lone Scherfig, filminstruktør
- 1977: Iselin C. Hermann, forfatter
- 1977: Eva Johansson, operasanger
- 1978: Thomas Harder, journalist og forfatter
- 1978: James Price, komponist og tv-kok
- 1982: Merete Ahnfeldt-Mollerup, arkitekt og lektor
- 1985: Adam Price, manuskriptforfatter og tv-kok
- 1991: Mads Brügger, journalist
- 1993: Ane Cortzen, tv-vært og kulturchef
- 1997: Jens Joel, politiker (Socialdemokratiet)
- 2003: Nadia Parbo, forfatter
- 2004: Iben Maria Zeuthen, tv- og radiovært